# Nicholas Phipps
William Nicholas Foskett Phipps, född 23 juni 1913 i London, död 11 april 1980 i samma stad, var en brittisk skådespelare och manusförfattare.

## Filmografi i urval
- 1948 – Hans hustru Elizabeth (manus och roll)
- 1950 – Madeleine (manus)
- 1953 – Kaptens paradis (manus och roll)
- 1954 – Doktorn är här (manus och roll)
- 1956 – Kamrat i svarta spetsar (roll)
- 1957 – Doktorn är lös (manus och roll)
- 1957 – Order att döda (roll)
- 1958 – Kapten går till sjöss (manus och roll)
- 1958 – Massor av spefåglar (roll)
- 1960 – Doktorn är kär (manus och roll)
- 1960 – The Pure Hell of St Trinian's (roll)
- 1968 – Charlie Bubbles (roll)
- 1969 – Monte Carlo-rallyt eller Dessa fantastiska män i sina skumpande skraltiga automobiler (roll)